# محسن لرستانی
محسن پورمست لرستانی (زادهٔ ۳۰ آبان ۱۳۶۳) خوانندهٔ اهل ایران است. او فعالیت حرفه‌ای خود را در سال ۱۳۸۵ آغاز کرد و با انتشار ترانهٔ «بچه ننه» و «بچه قرتی» در سال ۱۳۹۰ به شهرت رسید. لرستانی به زبان‌های فارسی، لری و کردی کرمانشاهی خوانندگی کرده و به‌خاطر اجرا با لحن غمگین و شکست‌خورده شناخته می‌شود.

## زندگی
لرستانی در سال ۱۳۶۳ در کرمانشاه به دنیا آمد. وی تا ۲۵ سالگی، ساکن محلهٔ جعفرآباد کرمانشاه بود. در این محله موسیقی‌های محلی و فرهنگ مردم کرد و منطقه کردستان بسیار غنی بود. لرستانی از دوران نوجوانی ترغیب شد تا به سمت حرفهٔ خوانندگی برود. در نتیجه فعالیت خود را در مجالس عروسی آغاز کرد و از سال ۱۳۸۷ با انتشار دو آهنگ «غربت» و «زندان» کار حرفه‌ای خود را آغاز کرد.
او در اسفند ۱۴۰۳ اعلام کرد که حدود ۱۰ سال است ازدواج کرده است.

## بازداشت
سید کاظم حسینی وکیل محسن لرستانی اعلام کرد هنگامی که لرستانی در منزل مادرش در سعادت‌آباد تهران به سر می‌برد، در ۱۲ اسفند ۱۳۹۷ از سوی نیروهای امنیتی و اطلاعاتی بازداشت شد. در مهر ۱۳۹۸ صدای آمریکا با استناد به اطلاعات یک منبع مطلع گزارش داد جلسه دادگاه رسیدگی به پرونده محسن لرستانی، روز دوشنبه ۱۵ مهر در شعبهٔ ۲۸ دادگاه انقلاب اسلامی تهران برگزار شده است. در آن زمان رسانه‌های نزدیک به نهادهای امنیتی به نقل از وکیل این خواننده، اعلام کرده بودند که موضوع اتهام لرستانی در رابطه با مسائل اخلاقی و خصوصی است که در فضای مجازی منتشر کرده و او شاکی خصوصی ندارد.
وکیل لرستانی علت بازداشتش را چت‌های خصوصی او عنوان کرد. باشگاه خبرنگاران جوان گزارش داد تعدادی از رقصنده‌های اینستاگرامی و فعال در فضای مجازی که در قالب باند و شبکه فعال بودند، بازداشت یا احضار شده‌اند و لرستانی نیز در همین ارتباط بازداشت شده است. این گزارش را هیچ مقام رسمی تأیید نکرد. منبعی آگاه در دادگاه انقلاب جرم او را «دایر کردن مرکز فساد» با دو همدست اعلام کرد. محمد مقیسه رسیدگی به پروندهٔ او را بر عهده داشت.
در آذر ۱۳۹۸، کاظم حسینی، وکیل دادگستری اعلام کرد لرستانی، به ایجاد یک گروه اینستاگرامی ویژه افراد تراجنسی متهم شده و به همین دلیل با اتهام افساد فی الارض روبرو است. به گفتهٔ حسینی، متهمان اصلی پرونده نظامی هستند و اتهام‌های مطرح‌شده دربارهٔ لرستانی شائبهٔ وجود «پرستوهای ترنس» در پرونده را تقویت می‌کند. او در ۲۱ اردیبهشت ۱۴۰۰ با وثیقه ۳ میلیاردی از زندان آزاد و تبرئه شد.
لرستانی گفته که بار اول یک سال و نیم و بار دیگر سه سال و نیم به زندان رفت. او توضیح می‌دهد در ابتدا حکم افساد فی‌الارض گرفت و هیچ شاکی هم نداشته است. سپس حکم او به ۱۰ سال کاهش می‌یابد و پس از گذشت پنج سال زندان با عفو مشروط او موافقت می‌شود.

## ترانه‌شناسی
| نام ترانه              | شعر                      | آهنگ         | تنظیم                  | سال        |
| ---------------------- | ------------------------ | ------------ | ---------------------- | ---------- |
| غربت                   | محمد همتی                | محسن لرستانی | کاظم مرادی             | ۱۳۸۸       |
| زندان                  | محمد همتی                | سعید لطفی    | سعید لطفی              | ۱۳۸۹       |
| بچه ننه                | محمد همتی و محسن لرستانی | محسن لرستانی | کاظم مرادی             | ۱۳۹۰       |
| بچه قرتی               | محمد همتی                | محسن لرستانی | کاظم مرادی             | ۱۳۹۰       |
| شاهزاده و گدا (لیلا)   | فریاد                    | محسن لرستانی | علیرضا امیری           | پاییز ۱۳۹۰ |
| بچه سوسول              |                          |              | کاظم مرادی             | ۱۳۹۱       |
| مریم                   |                          |              |                        | ۱۳۹۱       |
| هم‌بازی                 | محسن لرستانی             | محسن لرستانی | علی عبدالمالکی         | ۱۳۹۴       |
| پری                    | محسن لرستانی             | سجاد پناهی   | کاظم مرادی             | ۱۳۹۴       |
| دختر شر                | محمد همتی و محسن لرستانی | محسن لرستانی | کاظم مرادی             | ۱۳۹۵       |
| نگین                   | محسن لرستانی             | محسن لرستانی | سامان قدمی و پیمان شمس | ۱۳۹۵       |
| کارتن‌خواب              | محسن لرستانی             | محسن لرستانی | کاظم مرادی             | ۱۳۹۵       |
| بی‌وفایی                | امین فرد                 | امین فرد     | مصطفی مؤمنی            | ۱۳۹۷       |
| وابسته                 | محسن لرستانی             | محسن لرستانی | مصطفی مؤمنی            | ۱۳۹۷       |
| تنهایی                 | علی عباسی                | علی عباسی    | مصطفی مؤمنی            | ۱۳۹۸       |
| رکب                    | علی عباسی                | علی عباسی    | مصطفی مؤمنی            | ۱۴۰۰       |
| بشمار سه (تو دلت قرصه) | یارا زاهد                | یارا زاهد    | مصطفی مؤمنی            | ۱۴۰۳       |